# Meunasah Baroh (Simpang Keramat)
Meunasah Baroh is een bestuurslaag in het regentschap Aceh Utara van de provincie Atjeh, Indonesië. Meunasah Baroh telt 417 inwoners (volkstelling 2010).